# Wiwi (rzeka)
Wiwi (ros. Виви) – rzeka w azjatyckiej części Rosji, w rejonie ewenkijskim. Wypływa z jeziora o tej samej nazwie, które uważane jest za geometryczny środek Rosji. Jej długość wynosi 426 km, a powierzchnia zlewni 26 800 km². Uchodzi do Dolnej Tunguzki w odległości 707 km od jej ujścia do Jeniseju. Nad Wiwi nie znajdują się żadne miejscowości.
27 lipca 2011 roku pilot śmigłowca Mi-8 wykonującego czarterowy lot dla KrasAvia dostrzegł wrak samolotu An-2 w wodzie rzeki Wiwi. Samolot miał uszkodzone podwozie oraz śmigło, a na jego pokładzie nie znajdowali się żadni ludzie. Inspekcja lotnicza nie była w stanie zidentyfikować właściciela ani operatora samolotu. Sąd nakazał usunięcie wraku ze względu na stwarzane zagrożenie dla środowiska w związku z wciąż znajdującym się w nim paliwem. Władze rejonu ewenkijskiego odwołały się jednak od tej decyzji.